# Japońska Agencja Eksploracji Aerokosmicznej
Japońska Agencja Eksploracji Aerokosmicznej, Japońska Agencja Aerokosmiczna (jap. 宇宙航空研究開発機構 Uchū-Kōkū-Kenkyū-Kaihatsu-Kikō, ang. Japan Aerospace Exploration Agency), skrótowiec: JAXA – japońska agencja kosmiczna. Została utworzona 1 października 2003 przez połączenie National Space Development Agency (NASDA), National Aerospace Laboratory of Japan (NAL) i Institute of Space and Aeronautical Science (ISAS). Główne biuro agencji mieści się w Tokio.
Pierwszą misją realizowaną przez agencję była zakończona niepowodzeniem próba wystrzelenia rakiety H-IIA w listopadzie 2003. Natomiast drugą misją było wystrzelenie próbnika Hayabusa, który we wrześniu 2005 roku wylądował na planetoidzie Itokawa i który w 2010 roku jako pierwszy na świecie dostarczył na Ziemię próbki planetoidy.
W 2012 roczny budżet JAXA wynosił 172 miliardy jenów (2,15 miliarda dolarów), a agencja zatrudniała 1550 osób.

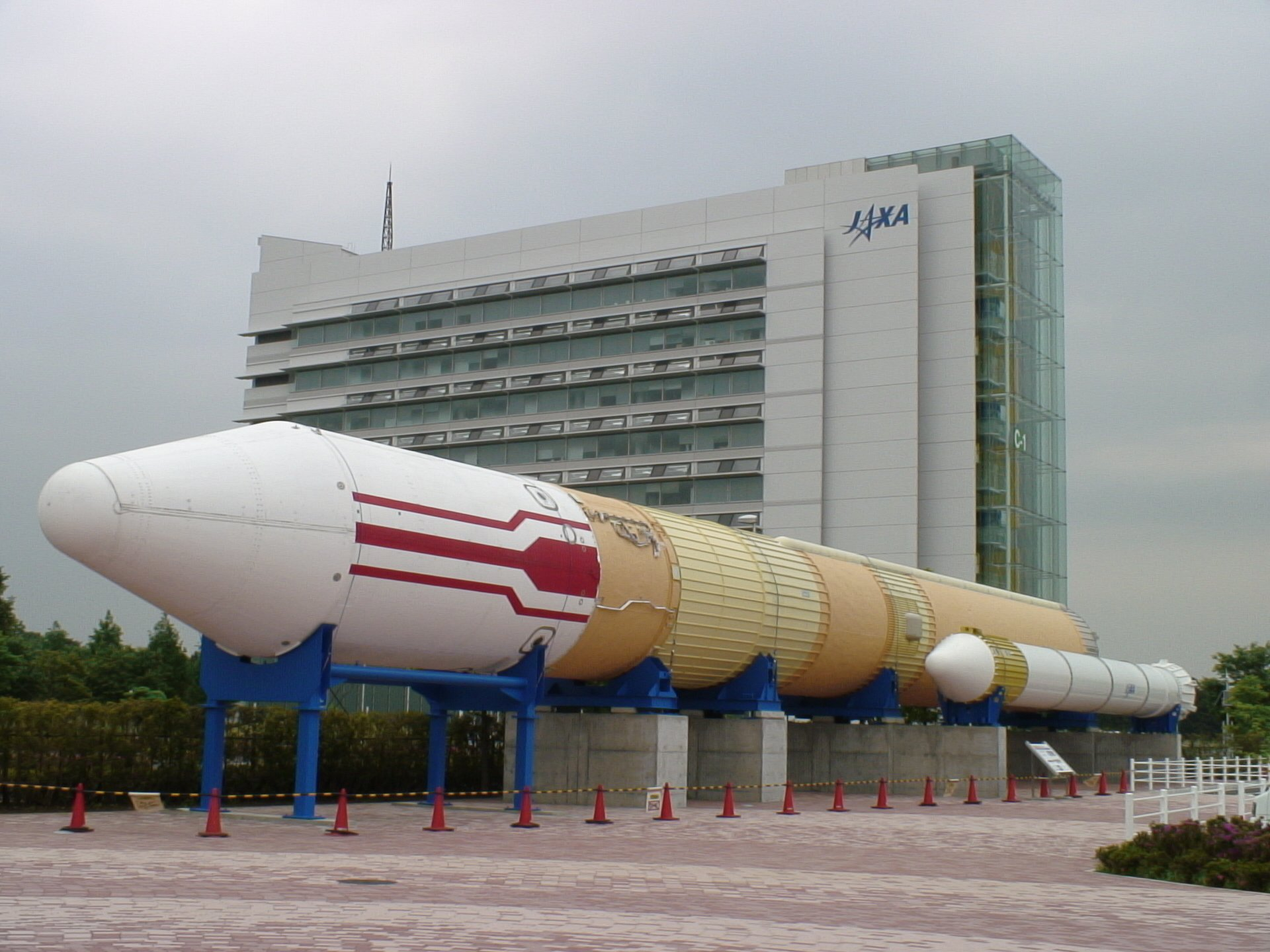
Rakieta H-II przed Centrum Lotów Kosmicznych w Tsukuba

## Historia
JAXA została utworzona 1 października 2003 przez połączenie National Space Development Agency (NASDA), National Aerospace Laboratory of Japan (NAL) i Institute of Space and Aeronautical Science (ISAS).
Przed połączeniem, ISAS był odpowiedzialny za prowadzenie badań kosmosu i planet, podczas gdy NAL skupiał się nad technologią lotniczą. NASDA, założona 1 października 1969 roku, zajmowała się rozwojem technologii satelitarnej i rakietowej, a także zbudowała Japoński Moduł Eksperymentalny Kibō, który został przyłączony do Międzynarodowej Stacji Kosmicznej w czasie trzech lotów wahadłowców kosmicznych w latach 2008 i 2009 (zobacz etapy montażu Międzynarodowej Stacji Kosmicznej). Stara kwatera główna NASDA była ulokowana w miejscu obecnego Centrum Lotów Kosmicznych Tanegashima na wyspie Tanegashima, 115 kilometrów na południe od Kiusiu. NASDA również trenowała japońskich astronautów, którzy odbywali misje kosmiczne na amerykańskich wahadłowcach.

## Rakiety
Do wynoszenia satelitów testowych, satelitów meteorologicznych itp. JAXA używa rakiet nośnych H-IIA z byłej agencji NASDA. Do misji naukowych takich jak np. astronomii rentgenowskiej JAXA używa rakiet na paliwo stałe M-5 produkcji dawnej ISAS. Dodatkowo, japońska agencja razem z IHI (Ishikawajima-Harima Heavy Industries) i United Launch Alliance (formując spółkę o nazwie Galaxy Express Corporation) pracowała nad projektem rakiety GX. Miała ona być pierwszą na świecie rakietą wykorzystującą jako materiał napędowy mieszaninę gazu ziemnego w postaci ciekłej (LNG) i ciekłego tlenu.
Do doświadczeń w górnych warstwach atmosfery JAXA stosuje rakiety SS-520, S-520 i S-310.

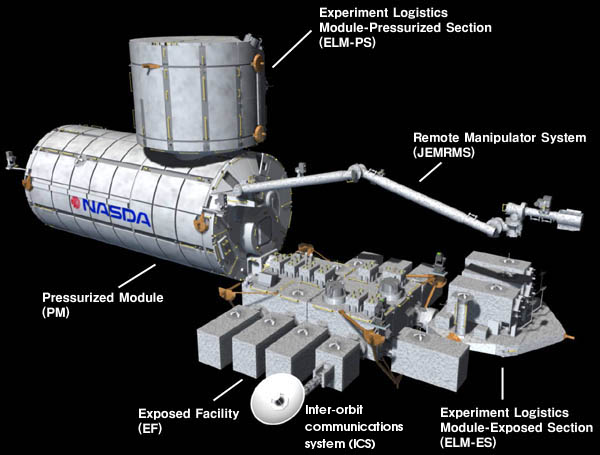
Laboratorium Kibō – największy moduł ISS

## Program kosmicznych lotów załogowych

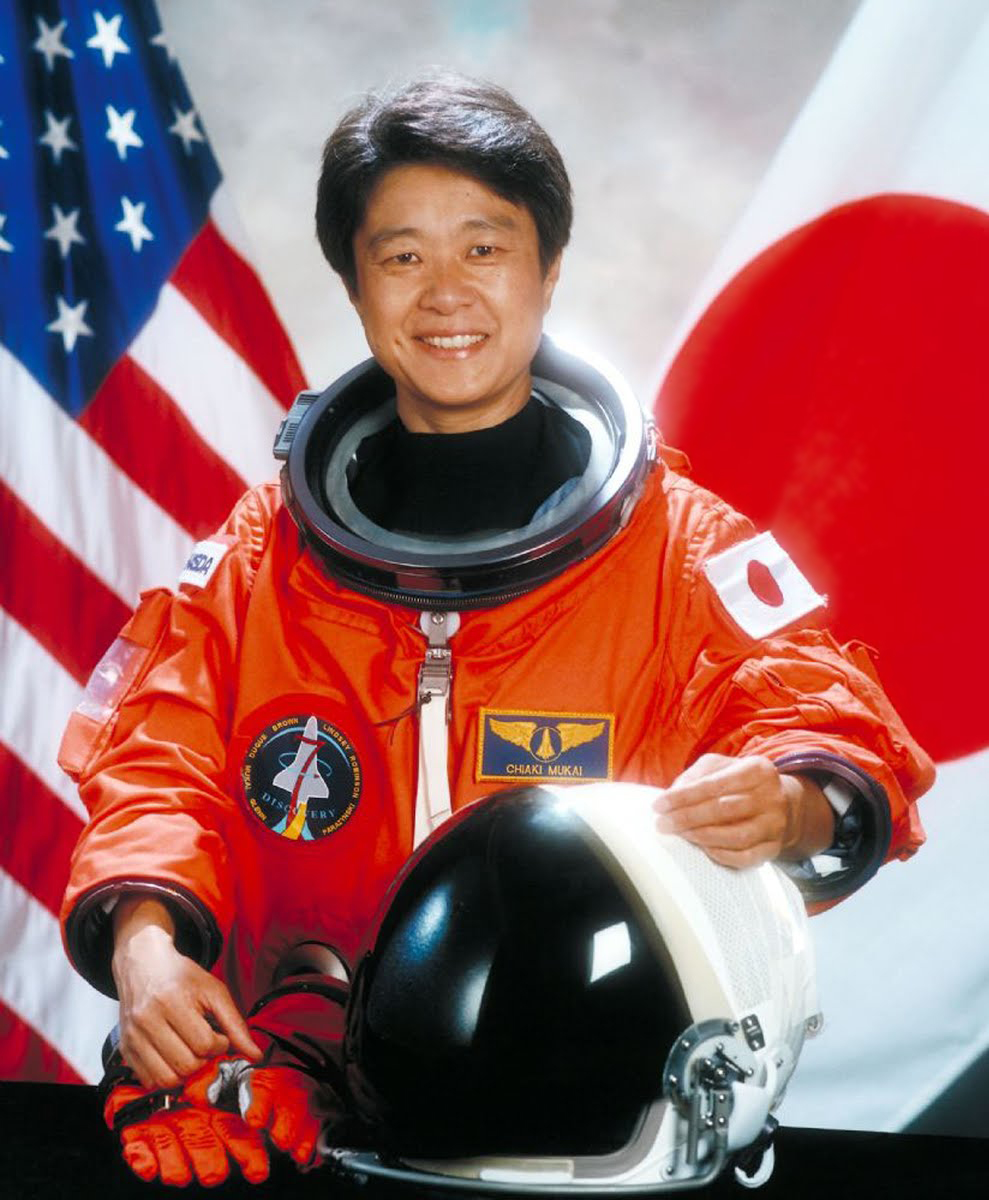
Chiaki Mukai – pierwsza Japonka w kosmosie

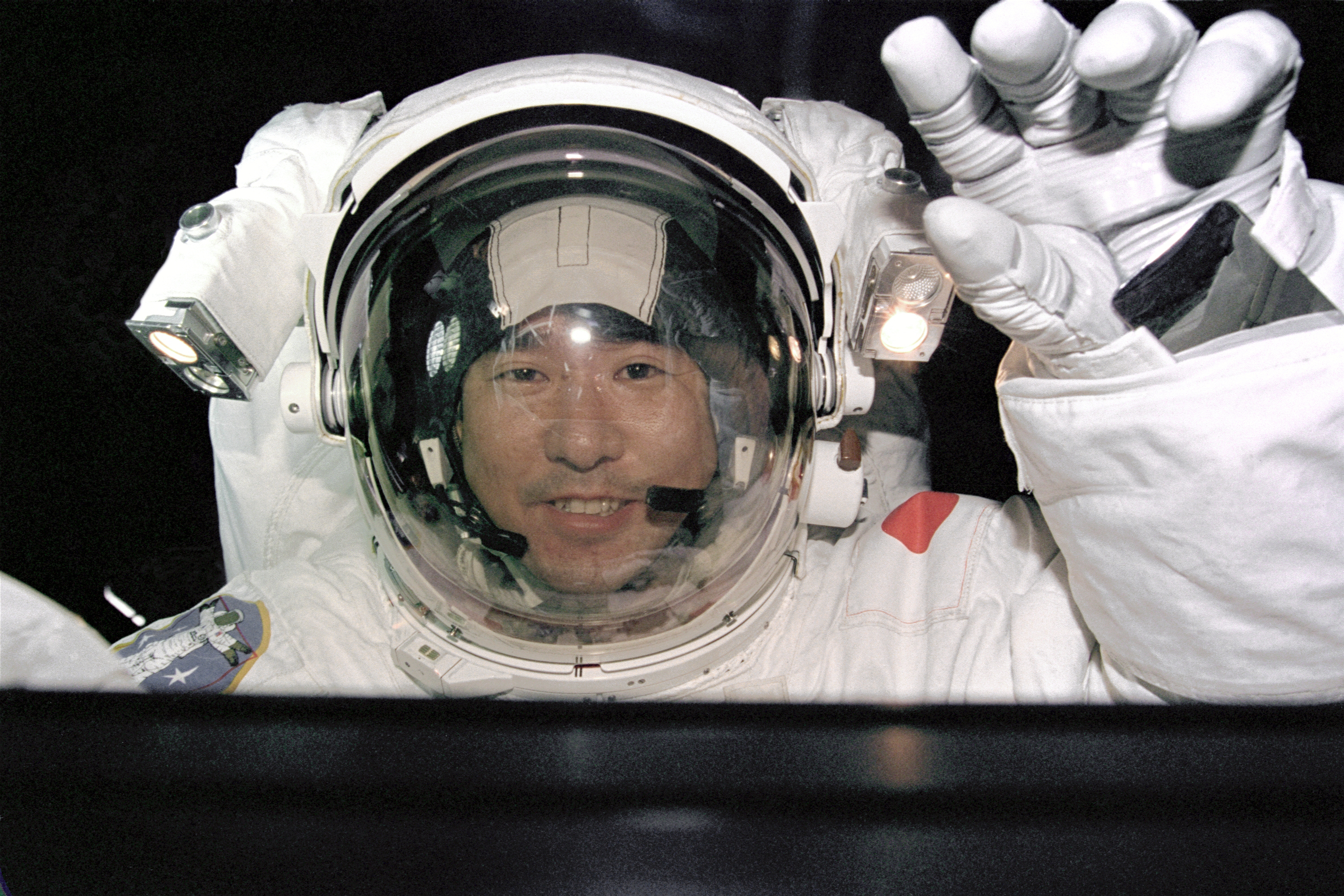
Takao Doi w czasie spaceru kosmicznego podczas misji STS-87

Japonia nie skonstruowała jeszcze własnego załogowego statku kosmicznego i jego rakiety nośnej.
Poszukiwania kandydatów na astronautów rozpoczęto w roku 1984 w związku z ofertą współpracy ze strony NASA w ramach misji Spacelab. W sierpniu 1985 do pierwszego oddziału wybrano: inżyniera Takao Doi, chemika Mamoru Mōri oraz lekarkę Chiaki Mukai. Trening przygotowawczy członków NASDA 1 na terenie Japonii trwał pięć lat. Następnie w kwietniu 1990 rozpoczęły się przygotowania w amerykańskim ośrodku JSC w Houston, przy czym Mori został wybrany do lotu jako specjalista ładunku, a pozostali byli jego dublerami. Ostatecznie we wrześniu 1992 pierwszym profesjonalnym japońskim astronautą NASDA został Mamoru Mōri, który wziął udział w ośmiodniowej misji STS-47 (natomiast pierwszym japońskim kosmonautą jest Toyohiro Akiyama, nie związany z JAXA reporter sieci TBS, który wziął udział w locie radzieckiego Sojuza TM-11 - 2 grudnia 1990 na zasadach komercyjnych (TBS zapłaciła 14 milionów dolarów). Akiyama spędził osiem dni na pokładzie stacji kosmicznej Mir. Do jego obowiązków należało jedynie prowadzenie reportaży z pokładu statku transportowego i Mira).
W 1991 Japonia zgłosiła swój akces do projektu Międzynarodowej Stacji Kosmicznej. W związku z tym pojawiła się możliwość dołączenia do grona nowych kandydatów na specjalistów misji w ramach programu NASA. W marcu 1992 do składu 14 grupy astronautów wybrany został inżynier Koichi Wakata (cztery tygodnie później oficjalnie zaliczono go do grona astronautów NASDA 2), a w sierpniu 1992 rozpoczął przygotowania ogólne w JSC. Na podobnej zasadzie w maju 1996 do szesnastej grupy astronautów NASA dołączył Soichi Noguchi (NASDA 3) i Mamoru Mōri (NASDA 1). Wcześniej, bo już w grudniu 1994 przygotowania wraz z oddziałem numer 15 rozpoczął Takao Doi. Jedynie Chiaki Mukai, jako jedyna zrezygnowała z treningu jako specjalistka misji, niemniej jednak jako specjalistka ładunku dwukrotnie poleciała w kosmos (STS-65, STS-95), po czym zrezygnowała z dalszej kariery jako astronautka.
W marcu 1999 mianowano kolejną trójkę, przeznaczoną do pracy na ISS, ze szczególnym uwzględnieniem przyszłego japońskiego modułu Kibō. W jej składzie są: lekarz Satoshi Furukawa, inżynier Akihiko Hoshide i Naoko Sumino. Cała trójka przeszła przygotowanie ogólne i uzyskała w 2001 roku certyfikat. Potem szkoliła się we wszystkich czterech załogowych centrach przygotowań astronautów, związanych z programem ISS: japońskim Tsukuba, amerykańskim JSC, europejskim EAC oraz rosyjskim CPK (po tym ostatnim astronauci będą mogli pełnić funkcję inżyniera pokładowego statku kosmicznego Sojuz TMA oraz dokonywać wyjść na zewnątrz ISS).
| Grupa           | Astronauta                      | Data                   | Status     | Loty |
| --------------- | ------------------------------- | ---------------------- | ---------- | --- |
| NASDA 1         | Takao Doi                       | 1 sierpnia 1985        | nieaktywny | STS-87 (1997), STS-123 (2008) |
| NASDA 1         | Mamoru Mōri                     | 1 sierpnia 1985 – 2000 | nieaktywny | STS-47 (1992), STS-99 (2000) |
| NASDA 1         | Chiaki Mukai                    | 1 sierpnia 1985 – 1998 | nieaktywna | STS-65 (1994), STS-95 (1998) |
| NASDA 2         | Koichi Wakata                   | 28 kwietnia 1992       | aktywny    | STS-72 (1996), STS-92 (2000), STS-119/Ekspedycja 18/19/20/STS-127 (2009), Sojuz TMA-11M/Ekspedycja 38/Ekspedycja 39 (2013), SpaceX Crew-5 (2022) |
| NASDA 3         | Soichi Noguchi                  | 29 maja 1996           | aktywny    | STS-114 (2005), Sojuz TMA-17/Ekspedycja 22/23 (2009/10)                                                                                          |
| JAXA/NASDA 4    | Satoshi Furukawa                | 31 marca 1999          | aktywny    | Sojuz TMA-02M/Ekspedycja 29 (2011) |
| JAXA/NASDA 4    | Akihiko Hoshide                 | 31 marca 1999          | aktywny    | STS-124 (2008), Sojuz TMA-05M/Ekspedycja 32/Ekspedycja 33 (2012)                                                                                 |
| JAXA/NASDA 4    | Naoko Sumino (obecnie Yamazaki) | 31 marca 1999          | nieaktywna | STS-131 (2010) |
| JAXA 5, NASA 20 | Takuya Onishi                   | 25 lutego 2009         | aktywny    | |
| JAXA 5, NASA 20 | Kimiya Yui                      | 25 lutego 2009         | aktywny    | |
| JAXA 5, NASA 20 | Norishige Kanai                 | 12 września 2009       | aktywny    | |

JAXA planuje założenie załogowej bazy księżycowej w 2030 r. Astronauci mają być wysłani na Księżyc około roku 2020 i zakończyć budowę bazy do 2030.

## Centra badawcze i biura
JAXA posiada wiele ośrodków na terenie Japonii i parę biur poza granicami kraju. Centrala znajduje się w Chofu (Tokio). Ponadto ma:
- Centrum Badawcze Obserwacji Ziemi (EORC, Earth Observation Research Center), Tokio
- Centrum Obserwacji Ziemi (EOC, Earth Observation Center), Hatayama
- Centrum Testowania Noshiro (NTC, Noshiro Testing Center) – założone w roku 1962. Zajmuje się rozwojem i testami silników rakietowych.
- Centrum Balonowe Sanriku (SBC, Sanriku Balloon Center) – balony wypuszczane są z tego ośrodka od roku 1971.
- Centrum Napędów Kosmicznych Kakuda (KSPC, Kakuda Space Propulsion Center) - wiodący ośrodek rozwoju silników rakietowych. Pracuje głównie nad silnikami na paliwo ciekłe.
- Kampus Sagamihara (ISAS) - rozwój doświadczalnego osprzętu dla rakiet i satelitów, również budynki administracji.
- Centrum Lotów Kosmicznych Tanegashima
- Centrum Lotów Kosmicznych Tsukuba (TKSC, Tsukuba Space Center) w mieście Tsukuba. Centrum kontroli JAXA, koordynujące i monitorujące loty kosmiczne satelitów. Zajmuje się również badaniami i rozwojem technologii satelitarnej i rakietowej. Ośrodek zbudował m.in. urządzenia laboratorium Kibō (JEM) - modułu Międzynarodowej Stacji Kosmicznej. Tu odbywa się także trening przyszłych astronautów.
- Centrum Lotów Kosmicznych Uchinoura